# Vejbred-familien
Vejbred-familien (Plantaginaceae) er en familie inden for planteriget. Efter grundige undersøgelser har Angiosperm Phylogeny Group konkluderet, at Vejbred-familien skal udvides til at omfatte mange af de slægter, der tidligere var anbragt i Maskeblomst-familien. På den måde består Vejbred-familien nu af ca. 90 slægter og ca. 1700 arter. Den største slægt er Ærenpris (Veronica) med ca. 450 arter, deriblandt arterne fra de tidligere selvstændige slægter Hebe, Parahebe og Synthyris.
| Slægter |

- Løvemund (Antirrhinum)
- Bacopa
- Vandstjerne (Callitriche)
- Torskemund (Chaenorhinum)
- Duehoved (Chelone)
- Torskemund (Cymbalaria)
- Fingerbøl (Digitalis)
- Kugleblomst (Globularia)
- Nådensurt (Gratiola)
- Hebe – se Ærenpris
- Hestehale (Hippuris)
- Torskemund (Kickxia)
- Limnophila
- Torskemund (Linaria)
- Strandbo (Littorella)
- Ager-Løvemund (Misopates)
- Parahebe – se Ærenpris
- Rørblomst (Penstemon)
- Vejbred (Plantago)
- Rosenslynger (Rhodichiton)
- Ærenpris (Veronica) – her findes nu også arter af slægterne Hebe og Parahebe
- Ærenpris (Veronicastrum)